# Liste des sénateurs du Soudan français
 (signalé en mai 2025).
Si vous disposez d'ouvrages ou d'articles de référence ou si vous connaissez des sites web de qualité traitant du thème abordé ici, merci de compléter l'article en donnant les références utiles à sa vérifiabilité et en les liant à la section « Notes et références ».
- Archive Wikiwix
- Bing
- Cairn
- DuckDuckGo
- E. Universalis
- Gallica
- Google
- G. Books
- G. News
- G. Scholar
- Persée
- Qwant
- (zh) Baidu
- (ru) Yandex
- (wd) trouver des œuvres sur Wikidata

## Sénateurs duSoudansous laIVeRépublique
- Marius Moutet de 1947 à 1948[a]
- Félicien Cozzano de 1947 à 1953
- Amadou Doucouré de 1947 à 1959
- Mamadou M'Bodje de 1947 à 1958
- Mahamane Haidara de 1948 à 1959
- Pierre Bertaux de 1953 à 1955
- René Fillon de 1955 à 1959